# 프리스텔라
프리스텔라(Pristella maxillaris)는 카라신과에 속하는 조기어류의 일종이다. 프리스텔라속(Pristella)의 유일종이다. 속이 투명하게 들여다 보이는 특징 때문에 엑스레이 테트라라고도 불린다. 남아메리카 원산으로, 브라질, 프랑스령 기아나, 가이아나, 베네수엘라 등지의 강어귀에 넓게 분포하고 있다. 산성과 염기성 물 모두에서 발견된다. 다른 카라신과의 물고기들과 달리 프리스텔라는 기수에도 잘 견디며, 간혹 기수 지역에 사는 경우도 있다.
몸 길이는 약 5cm로 작은 편이며 많은 개체가 함께 군집을 이루어 생활한다. 수컷이 좀 더 작고 얇다. 식성은 다른 테트라와 같아서 작은 곤충이나 동물성 플랑크톤을 먹는다.

## 명칭
수족관 관련 서적에서는 학명을 그대로 사용하거나, 통용 명칭인 Pristella riddlei를 사용하기도 하며, 간혹 엑스레이 테트라라고 기재하기도 한다. 일반에서는 황금방울새의 색과 닮았다는 이유로 골드핀치 테트라(Goldfinch Tetra)라고 부르거나, 학명을 그대로 사용하여 프리스텔라 테트라라고 부르기도 한다. 한때는 검정과 노랑의 대조를 이루는 등지느러미 색때문에 철도 신호기에 빗대어 시그널 테트라(Signal Tetra)라고 널리 알려지기도 하였다.

## 수족관
프리스텔라는 가정용 작은 수족관에서 합성 사료만으로도 잘 자란다. 견딜수 있는 산성도는 pH 6-8 정도이고, 20 dGH까지 센물에서도 살 수 있다.